# SV Viktoria Elbing
SV Viktoria Elbing (celým názvem: Sportverein Viktoria Elbing) byl německý sportovní klub, který sídlil v pruském městě Elbing (dnešní Elbląg ve Varmijsko-mazurském vojvodství). Založen byl v roce 1910, zanikl v roce 1945 po sovětsko-polské anexi Pruska. Klubové barvy byly černá a bílá.
Své domácí zápasy odehrával na stadionu Jahnsportplatz.

## Historické názvy
- 1910 – SV Viktoria Elbing (Sportvereinigung Viktoria Elbing)
- 1939 – KSG Viktoria/Hansa/1905 Elbing (Kriegsspielgemeinschaft Viktoria/Hansa/1905 Elbing)
- 1940 – SV Viktoria Elbing (Sportvereinigung Viktoria Elbing)

## Účast v nejvyšší soutěži
- Gauliga Ostpreußen: 1933/34, 1935/36, 1936/37, 1937/38, 1939/40
- Gauliga Danzig-Westpreußen: 1940/41, 1941/42, 1942/43, 1943/44

## Umístění v jednotlivých sezonách
Stručný přehled
Zdroj: 
- 1933–1934: Gauliga Ostpreußen – sk. A
- 1934–1935: Bezirksliga Ostpreußen
- 1935–1938: Gauliga Ostpreußen – sk. Danzig
- 1938–1939: Bezirksliga Ostpreußen
- 1939–1940: Gauliga Ostpreußen
- 1940–1944: Gauliga Danzig-Westpreußen

Jednotlivé ročníky
Zdroj: 
Legenda: Z - zápasy, V - výhry, R - remízy, P - porážky, VG - vstřelené góly, OG - obdržené góly, +/- - rozdíl skóre, B - body, červené podbarvení - sestup, zelené podbarvení - postup, fialové podbarvení - reorganizace, změna skupiny či soutěže
| Velkoněmecká říše (1933 – 1944) |                                 |        |     |     |     |     |     |     |     |     |        |
| Sezóny                          | Liga                            | Úroveň | Z   | V   | R   | P   | VG  | OG  | +/- | B   | Pozice |
| 1933/34                         | Gauliga Ostpreußen – sk. A      | 1      | 12  | 2   | 2   | 8   | 19  | 43  | -24 | 6   | 7.     |
| 1934/35                         | Bezirksliga Ostpreußen          | 2      | ... | ... | ... | ... | ... | ... | ... | ... |        |
| 1935/36                         | Gauliga Ostpreußen – sk. Danzig | 1      | 12  | 6   | 1   | 5   | 34  | 25  | +9  | 13  | 4.     |
| 1936/37                         | Gauliga Ostpreußen – sk. Danzig | 1      | 12  | 5   | 2   | 5   | 26  | 26  | 0   | 12  | 4.     |
| 1937/38                         | Gauliga Ostpreußen – sk. Danzig | 1      | 12  | 5   | 1   | 6   | 25  | 28  | -3  | 11  | 4.     |
| 1938/39                         | Bezirksliga Ostpreußen          | 2      | ... | ... | ... | ... | ... | ... | ... | ... |        |
| 1939/40                         | Gauliga Ostpreußen              | 1      | 6   | 1   | 0   | 5   | 11  | 18  | -7  | 2   | 7.     |
| 1940/41                         | Gauliga Danzig-Westpreußen      | 1      | 10  | 4   | 1   | 5   | 23  | 26  | -3  | 9   | 4.     |
| 1941/42                         | Gauliga Danzig-Westpreußen      | 1      | 17  | 8   | 0   | 9   | 37  | 45  | -8  | 16  | 4.     |
| 1942/43                         | Gauliga Danzig-Westpreußen      | 1      | 15  | 5   | 2   | 8   | 31  | 31  | 0   | 12  | 7.     |
| 1943/44                         | Gauliga Danzig-Westpreußen      | 1      | 16  | 7   | 1   | 8   | 34  | 33  | +1  | 15  | 5.     |

Poznámky:
- 1939/40: Klub v soutěži účinkoval pod společným názvem KSG Viktoria/Hansa/1905 Elbing.